# Victoria Woodhull
Victoria Claflin Woodhull Martin (født 23. september 1838 i Homer, Ohio, USA som Victoria Claflin, død 9. juni 1927 i Brendon's North, England) var en amerikansk feminist, børsmægler, spåkone, clairvoyant, avisudgiver og præsidentkandidat.

## Baggrund
Hun blev født i 1838 i Ohio og blev opkaldt efter Dronning Victoria af Storbritannien. Hun var syvende barn i en søskendeflok på ti, deribandt en seks år yngre søster ved navn Tennesee, der var hendes eneste ven. Hendes far (Buck) var kræmmer og kvaksalver. Hendes mor (Roxanna) (der var analfabet) levede som spåkone. Som en følge af farens arbejde flyttede de fra by til by. Faren udnyttede Victorias og søsterens interesse i at kommunikere med ånder til at behandle syge mennesker, ved at give dem "mirakelmedicin". Under sin opvækst havde hun gået i skole i mindre end tre år.
Som 14-årig giftede hun sig med lægen Canning Woodhull. Sammen fik de to børn, men det endte med. at hun måtte tage sig af både børnene og manden, da det viste sig, at han blot var en ansvarsløs, stofafhængig medicinstuderende. Samtidig måtte hun (sammen med Tennesee) stadig hjælpe forældrene med kvaksalveri og åndemaning.
Hun giftede sig efterfølgende med en oberst (James Harvey Blood) fra den amerikanske borgerkrig, som hun mødte i en konsultation vedrørende åndeverdenen. Sammen flyttede de og søsteren til New York i 1868. Efter at have mødt millionæren Cornelius Vanderbilt åbnede søstrene et aktiemæglerfirma i 1870, hvor de blev de første kvindelige aktiemæglere i USA. Journalister kaldte dem blandt andet "Queens of Finance" og "Bewitching Brookers".

## Præsidentkandidatur
Hun meldte sig i april 1870, som den første kvinde nogensinde, som kandidat til at blive USA's præsident. Efterfølgende udgav søstrene avisen Woodhull & Claflin's Weekly og var således også blandt de første kvinder til at udgive en avis, hvor de blandt andet skrev om kvinders rettigheder, seksualoplysning og fri kærlighed. Avisen trykte også den første engelske oversættelse af Det Kommunistiske Manifest. Hun argumenterede for, at kvinder som medborgere faktisk havde stemmeret, omend det krævede at man fortolkede USA's forfatning anderledes. Valget, hvor hun stillede op for Equal Rights Party (som hun selv havde etableret), blev afholdt 5. november 1872.
Selvom hendes succes vakte håb og beundring, vakte hendes baggrund og hendes families opførsel forargelse, hvilket forhindrede, at hun blev anerkendt. Moren brød sig ikke om sin svigersøn og anklagede ham for at have truet hende på livet. Han blev frikendt, men skriverierne skadede Victoria Woodhullls karriere. Ligeså blev det betragtet som en skandale, at hun havde ladet sin eksmand bo hos sig samtidig med sin nuværende ægtemand.
Fordi hun ikke accepterede undertrykkelsen af sorte mennesker, valgte hun de sortes leder Frederick Douglas som sin vicepræsidentkandidat uden at spørge ham. Han accepterede aldrig nomineringen. Fordi hun og søsteren i deres avis havde offentliggjort afsløringer af mænds forhold til kvinder fik en embedsmand igennem Kongresen, at udbredelse uanstændigt materiale blev forbudt, hvorfor søstrene blev anholdt 2. november 1872 - tre dage før valget. De sad således fængslet på valgdagen, men blev løsladt efter fire uger. Hun fik 3000 stemmer. Efterfølgende blev de arresteret og løsladt gentagne gange.

## Efterspil og hendes videre liv
Efterfølgende gik aktiemæglerfirmaet konkurs og hun forsøgte sig som foredragsholder, hvilket mislykkedes, fordi hun pga. sit rygte havde problemer med at leje lokaler. Efter en skilsmisse med oberst Blood flyttede hun og søsteren til England, hvor hun levede som foredragsholder og giftede sig med bankmanden John Martin, der havde været inde for at høre et af hendes foredrag.